# Roxane Fournier
Roxane Fournier (Soisy-sous-Montmorency, 7 de novembre de 1991) és una ciclista francesa, professional des del 2010 i fins al 2024. Combinà la pista amb les curses en carretera.

## Palmarès en carretera
- 2012
  - Vencedora d'una etapa al Tour de Bretanya
- 2013
  - 1a a La Mérignacaise
  - Vencedora d'una etapa al Tour de Bretanya
- 2014
  - Vencedora d'una etapa al Trofeu d'Or
- 2015
  - 1a al Gran Premi de Dottignies
  - Vencedora d'una etapa al Tour of Chongming Island
  - Vencedora d'una etapa al Tour de l'Ardecha
- 2016
  - Vencedora d'una etapa al Tour de Zhoushan Island
  - Vencedora de 2 etapes a la Ruta de França

## Palmarès en pista
- 2013
  -  Campiona de França en velocitat per equips
- 2014
  -  Campiona de França en persecució per equips
- 2015
  -  Campiona de França en persecució per equips
- 2016
  -  Campiona de França en scratch
  -  Campiona de França en persecució per equips

### Resultats a laCopa del Món
- 2008-2009
  - 1a a Cali, en Velocitat per equips